# Moshe Glikson

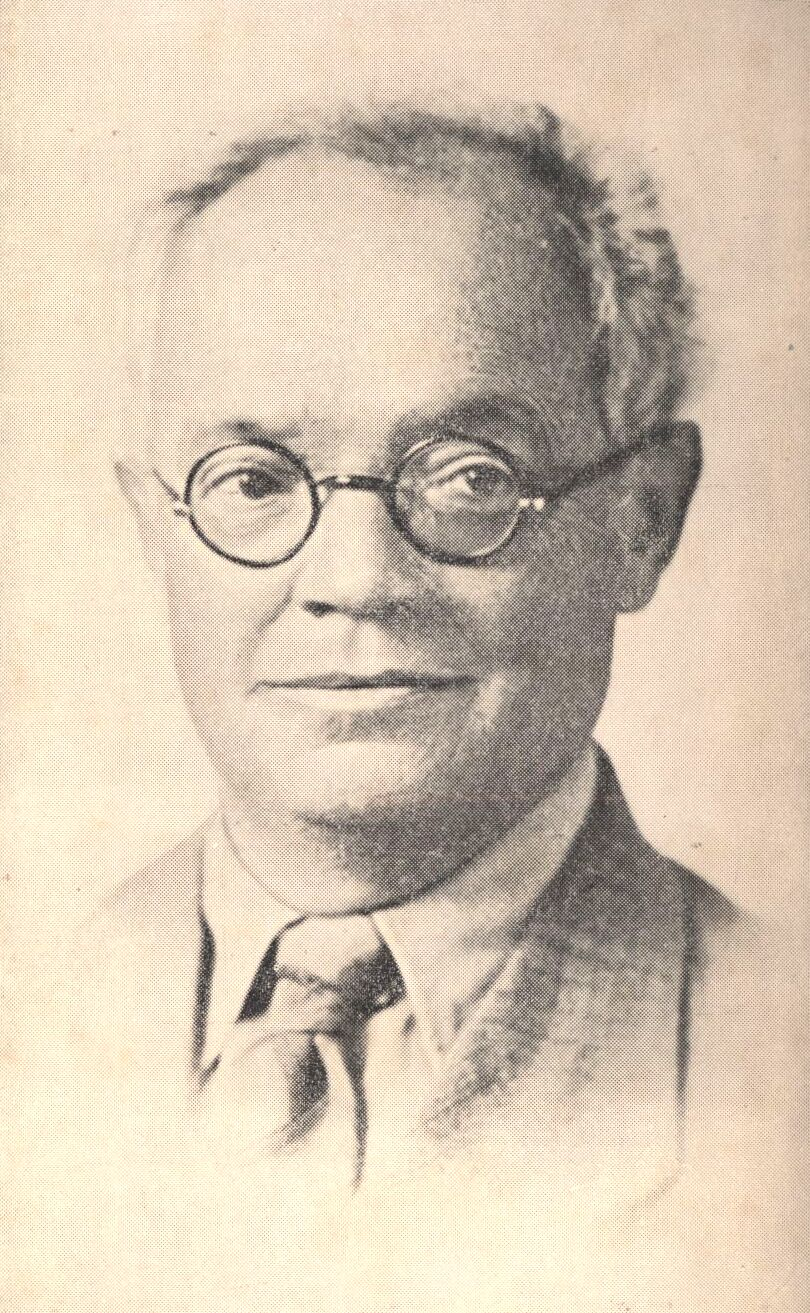
Moshe Glikson

Moshe Glikson (Hebreeuws: משה יוסף גליקסון) (Suwałki, 30 augustus 1878 – 23 mei 1939) was een zionistische Joods-Russische schrijver en publicist uit de regio Sopotkin.
Glikson emigreerde na de Eerste Wereldoorlog naar het toenmalige mandaatgebied Palestina, alwaar hij ging werken als journalist bij de krant Haaretz. Hij was een van de oprichters van de Zionistische Democratische Partij. Daarnaast was hij lid van het uitvoerende orgaan van The Great Zionist en lid van de taalcommissie van de Hebreeuwse Universiteit van Jeruzalem. Ook speelde hij een rol in de Israëlische jeugdbeweging Hanoar Hatzioni.
De kibboets Kfar Glikson is naar hem vernoemd.
- Gemeinsame Normdatei: 1065775725
- International Standard Name Identifier: 0000 0000 6696 9317
- Library of Congress Control Number: no91006442
- Nationale Bibliotheek van Letland: 000014801
- Nationale Bibliotheek van Israël: 987007281736605171
- Nederlandse Thesaurus van Auteursnamen: 303414979
- Système universitaire de documentation: 242944051
- Virtual International Authority File: 70951489
- WorldCat: E39PBJqfJFWdg478kMKpbQbPQq